# Stenskär, Houtskär
För andra betydelser, se Stenskär (olika betydelser).
Stenskär är en ö i Finland. Den ligger i Skärgårdshavet och i kommunen Pargas i landskapet Egentliga Finland, i den sydvästra delen av landet. Ön ligger omkring 52 kilometer väster om Åbo och omkring 200 kilometer väster om Helsingfors.
Öns area är 2,1 hektar och dess största längd är 340 meter i sydöst-nordvästlig riktning. I omgivningarna runt Stenskär växer i huvudsak barrskog. Närmaste större samhälle är Korpo, 17,3 km sydost om Stenskär.